# Yoko Ishida
Yoko Ishida (石田 燿子, Ishida Yōko, nascida em 7 de outubro de 1973 em Niigata, Japão) é uma cantora japonesa conhecida por alguns temas de animes.
Ishida entrou na indústria do entretenimento depois de vencer um concurso para se tornar uma cantora de anime em 1990. Ela fez sua estreia em 1993 com a música "Otome no Policy" ("Maiden's Policy"), tema de encerramento do anime Sailor Moon R.
Ela se casou em 2008 e deu à luz seu primeiro filho no ano seguinte.

## Discografia

### Álbuns
- 26 de fevereiro de 2003: sweets[2]